# Bewegliche Brücke

Zeichen 128 der StVO für bewegliche Brücken (2013 abgeschafft)

Eine bewegliche Brücke ist eine Brücke, deren Tragwerk als Ganzes oder in Teilen bewegt werden kann.
Bewegliche Brücken werden in der Regel dazu verwendet, den für die Durchfahrt benötigten Lichtraum unter der Brücke zeitweise freizugeben.

## Anwendungen
Eine bewegliche Brücke wird vorwiegend bei der Überbrückung von kreuzenden Schiffswegen und in Häfen eingesetzt, wo der Bau einer fixen Brücke mit der nötigen Durchfahrtshöhe zu teuer wäre. Jedoch gibt es auch Brücken, die im Falle eines Unwetters dem darunterliegenden Wildbach mehr Platz einräumen. Dies ist eine Möglichkeit zur Verhinderung der Aufstauung von  Treibholz, welche ein Überlaufen des Baches oder im Extremfall das Versagen der Brücke verursachen können.
In einigen Fällen werden auch bewegliche Brücken eingesetzt, um Verkehrswege über Eisenbahnstrecken zu führen. Als Besonderheit sei erwähnt, dass von 1898 bis 1964 die Zufahrtsstraße von Stansstad nach Engelberg in der Schweiz mit der Klappbrücke Grünenwald die Strecke der Luzern-Stans-Engelberg-Bahn überquerte, bei der die Oberleitung für die Bahn angehoben und abgesenkt wurde. Es gibt im 21. Jahrhundert noch eine Klappbrücke in Australien, die in der Nähe von Bundaberg eine Zuckerrohrbahn über die Hauptstrecke der Queensland Rail führt.

## Sicherung und Signalisierung
In den Niederlanden besteht für die Schifffahrt eine Beampelung mit der Regelung, dass die Rot-Rot-Stellung die vorübergehende Deaktivierung (Schließung) ankündigt und das gleichzeitige Aufleuchten des grünen und des roten Lichts den Skippern signalisiert, dass die Schaltung der Brücke in Kürze gestartet werden kann. Bei Normalstellung muss der Skipper per Schiffsfunk den Brückenwärter anfunken, sofern dieser das nahende Schiff nicht bemerkt hat.
Die Fahrbahn und ggf. Gehwege sind durch technische Maßnahmen wie Bedarfsampeln oder Blinklicht und häufig auch Schranken gesichert. Bei Eisenbahnen sperren auch Lichtsignale die Straße über Gleise, die fernausgelöst oder durch einen Weichenkontakt geschaltet werden können.

## Verschiedene Arten beweglicher Brücken
|  |  |  |  |
|  |  |  |  |
|  |  |  |  |